# Division 2 1993/94
Die Division 2 1993/94 war die 55. Austragung der zweithöchsten französischen Fußballliga. Ab dieser Spielzeit handelte es sich dabei wieder um eine eingleisige Liga ausschließlich mit Profimannschaften, wie es bereits von 1933 bis 1970 – unterbrochen lediglich durch die Kriegs- und Besatzungsjahre – der Fall gewesen war.
Gespielt wurde vom 24. Juli 1993 bis zum 25. Mai 1994. Zweitligameister wurde OGC Nizza.

## Vereine
Teilnahmeberechtigt waren die 19 Vereine, die nach der vorangegangenen Spielzeit weder in die erste Division auf- noch in die dritte Liga (National) oder tiefer abgestiegen waren; dazu kamen zwei Erstligaabsteiger – der dritte, SC Toulon, war direkt in den Amateurspielbetrieb abgestiegen – und ein Aufsteiger aus der National.
Somit spielten in dieser Saison folgende 22 Mannschaften um die Meisterschaft der Division 2:
- drei aus dem Norden (USL Dunkerque, Absteiger US Valenciennes-Anzin, AS Beauvais)
- drei aus dem Großraum Paris und der Champagne-Ardenne (AS Red Star, CS Sedan, OFC Charleville)
- zwei aus dem Nordosten (AS Nancy, FC Mulhouse)
- fünf aus dem Nordwesten (FC Rouen, Stade Laval, Le Mans UC, Stade Rennes, Aufsteiger Stade Briochin)
- zwei aus dem Zentrum (FC Gueugnon, FC Bourges)
- eine aus dem Südwesten (Chamois Niort)
- fünf aus dem Südosten (die umbenannte USJOA Valence, Olympique Alès, Absteiger Olympique Nîmes, FC Istres Ville Nouvelle, OGC Nizza)
- eine aus Korsika (SC Bastia)

Direkt aufstiegsberechtigt waren nun die drei erstplatzierten Klubs, während die vier Letzten, ebenfalls ohne Barrages, durch eine entsprechende Zahl von Drittligaaufsteigern ersetzt wurden.

## Saisonverlauf
Jede Mannschaft trug gegen jeden Gruppengegner ein Hin- und ein Rückspiel aus, einmal vor eigenem Publikum und einmal auswärts. Es galt die Zwei-Punkte-Regel; bei Punktgleichheit gab die Tordifferenz den Ausschlag für die Platzierung. Bestand auch dabei noch Gleichstand – wie in dieser Spielzeit zwischen Dunkerque und Charleville sowie zwischen Le Mans und Niort –, zählte die höhere Zahl erzielter Treffer. In Frankreich wird bei der Angabe des Punktverhältnisses ausschließlich die Zahl der Pluspunkte genannt; hier geschieht dies in der in Deutschland zu Zeiten der 2-Punkte-Regel üblichen Notation.
Über die gesamte Saison betrachtet, ergab sich eine Zweiteilung des 22er-Feldes bezüglich der jeweiligen Resultate und der Spielstärke. Eine Gruppe aus sieben Mannschaften – darunter einer der beiden vorjährigen Erstdivisionäre und der einzige Profineuling – spielte bis zum Saisonende um die Aufstiegsplätze mit, während die restlichen zwei Drittel der Teilnehmer gegen den Abstieg zu kämpfen hatten. Schließlich war der Achtplatzierte lediglich fünf Punkte von einem Abstiegsrang entfernt. Wirklich frühzeitig abgeschlagen waren mit Bourges und Istres nur zwei dieser 15 Teams, und mit Valenciennes begleitete sie der andere Erstligaabsteiger in die dritte Liga.
In den 462 Begegnungen wurden 1.031 Treffer erzielt; das entspricht einem Mittelwert von 2,23 Toren je Spiel. Erfolgreichster Torschütze und damit Gewinner der Liga-Torjägerkrone war Yannick Le Saux vom Aufsteiger aus Saint-Brieuc mit 27 Treffern. Zur folgenden Spielzeit kamen drei Absteiger aus der Division 1 hinzu; außer den sportlich abgestiegenen FC Toulouse und SCO Angers war dies Olympique Marseille, das aufgrund seiner Beteiligung an der „Affäre OM-VA“ in der Saison 1992/93 nunmehr in die zweite Liga strafversetzt wurde. Aus der dritthöchsten Liga stiegen mit dem SC Amiens, En Avant Guingamp, La Berrichonne Châteauroux und dem FC Perpignan vier Mannschaften auf.

## Abschlusstabelle
| Pl. | Verein                    | Sp. | S  | U  | N  | Tore    | Diff. | Punkte |
| --- | ------------------------- | --- | -- | -- | -- | ------- | ----- | ------ |
| 1.  | OGC Nizza                 | 42  | 18 | 18 | 6  | 047:250 | +22   | 54:30  |
| 2.  | Stade Rennes              | 42  | 20 | 13 | 9  | 057:380 | +19   | 53:31  |
| 3.  | SC Bastia                 | 42  | 21 | 11 | 10 | 044:290 | +15   | 53:31  |
| 4.  | Olympique Nîmes (A)       | 42  | 21 | 9  | 12 | 059:380 | +21   | 51:33  |
| 5.  | AS Red Star               | 42  | 20 | 9  | 13 | 061:450 | +16   | 49:35  |
| 6.  | Stade Briochin (N)        | 42  | 18 | 11 | 13 | 053:520 | +1    | 47:37  |
| 7.  | Stade Laval               | 42  | 16 | 14 | 12 | 056:470 | +9    | 46:38  |
| 8.  | USL Dunkerque             | 42  | 13 | 16 | 13 | 044:510 | −7    | 42:42  |
| 9.  | OFC Charleville           | 42  | 14 | 14 | 14 | 041:480 | −7    | 42:42  |
| 10. | Olympique Alès            | 42  | 13 | 15 | 14 | 047:500 | −3    | 41:43  |
| 11. | CS Sedan                  | 42  | 14 | 12 | 16 | 044:420 | +2    | 40:44  |
| 12. | AS Nancy                  | 42  | 15 | 10 | 17 | 049:480 | +1    | 40:44  |
| 13. | FC Gueugnon               | 42  | 11 | 18 | 13 | 043:430 | ±0    | 40:44  |
| 14. | FC Mulhouse               | 42  | 13 | 14 | 15 | 049:520 | −3    | 40:44  |
| 15. | USJOA Valence             | 42  | 14 | 11 | 17 | 047:470 | ±0    | 39:45  |
| 16. | AS Beauvais               | 42  | 10 | 19 | 13 | 045:510 | −6    | 39:45  |
| 17. | Le Mans UC                | 42  | 14 | 11 | 17 | 043:500 | −7    | 39:45  |
| 18. | Chamois Niort             | 42  | 13 | 13 | 16 | 034:410 | −7    | 39:45  |
| 19. | FC Rouen                  | 42  | 15 | 7  | 20 | 045:530 | −8    | 37:47  |
| 20. | US Valenciennes-Anzin (A) | 42  | 12 | 13 | 17 | 045:590 | −14   | 37:47  |
| 21. | FC Bourges                | 42  | 9  | 12 | 21 | 043:600 | −17   | 30:54  |
| 22. | FC Istres Ville Nouvelle  | 42  | 7  | 12 | 23 | 035:620 | −27   | 26:58  |

Platzierungskriterien: 1. Punkte – 2. Tordifferenz – 3. geschossene Tore

| (A) | Absteiger aus der Division 1 1992/93 |
| (N) | Neuaufsteiger                        |